# Harry Hadden-Paton
Harry Hadden-Paton, född 10 april 1981 i London, är en brittisk skådespelare.
Hadden-Paton har bland annat medverkat i TV-serien The Crown. Han har även medverkat i filmerna Twisters och Downton Abbey.

## Filmografi (i urval)
- 2016–2017 – The Crown (TV-serie)
- 2019 – Downton Abbey
- 2024 – Twisters